# Milan Čop
Milan Čop (Slavonski Brod, Regne de Iugoslàvia, 5 d'octubre de 1938) és un exfutbolista croat, que jugava de defensa, internacional amb la selecció de futbol de Iugoslàvia en 10 ocasions.